# 中部方面後方支援隊
中部方面後方支援隊（ちゅうぶほうめんこうほうしえんたい、英語: JGSDF Middle Army Logistic Support Troop）は、陸上自衛隊桂駐屯地（京都府京都市西京区）に駐屯する中部方面隊直轄の後方支援部隊である。

## 概要
隊長は1等陸佐（一）が充てられ、中部方面隊直轄部隊等の火器・車両・施設器材・誘導武器・通信器材・需品器材・化学器材の補給・整備・回収および方面隊の不発弾処理・輸送支援を任務とするほか、災害派遣や民生協力、国際貢献活動も行っている。
2004年（平成16年）3月末に中部方面武器隊および中部方面輸送隊を統合、中部方面総監直轄の諸部隊からも一部が合流し、新編された。
第107全般支援大隊は、中部方面隊直轄部隊等の火器、車両、誘導武器、化学、施設、通信電子、航空、需品器材の補給・整備・回収を行う。
第101補給大隊は、コア部隊で中部方面隊各部隊等に対する糧食、燃料、築城資材、部品等、水の補給および入浴・洗濯のサービス業務を行う。
第103不発弾処理隊は、中部方面管内で発生した不発弾を回収・処理する。
中部方面輸送隊は、中部方面管内の人員、補給品等の輸送支援を行うとともに全国的な物流便の運行を担任する。

## 沿革
- 2004年（平成16年）3月29日：中部方面隊の補給・整備機能を集約・統合して中部方面後方支援隊が桂駐屯地において編成完結。
- 2006年（平成18年）3月24日：豊中分屯地閉鎖に伴い、中部方面輸送隊が桂駐屯地へ移駐。
- 2008年（平成20年）3月26日：第13後方支援隊第4普通科直接支援小隊を改編し、第302普通科直接支援隊（第47普通科連隊を支援）を海田市駐屯地に新編。
- 2014年（平成26年）3月26日：部隊改編。

1. 第10後方支援連隊第2整備大隊第2整備中隊第4普通科直接支援中隊を改編し、第306普通科直接支援中隊（第49普通科連隊を支援）を久居駐屯地に新編。
2. 第302普通科直接支援隊（海田市駐屯地）を改編し、第307普通科直接支援中隊（第47普通科連隊を支援）を海田市駐屯地に新編。

- 2017年（平成29年）3月27日：部隊新編。

1. 第101補給大隊（コア部隊）を桂駐屯地に新編。
2. 第303弾薬中隊（コア部隊）を祝園分屯地に新編。

- 2018年（平成30年）
  - 3月27日：部隊改編。

  1. 第14後方支援隊第2整備中隊特科直接支援小隊を改編し、第301特科直接支援隊（中部方面特科隊を支援[1]）を松山駐屯地に新編。
  2. 中部方面輸送隊第104輸送業務隊が廃止し、陸上自衛隊中央輸送隊第4方面分遣隊に改組。

  - 7月6日：平成30年7月豪雨に伴い、6日1時10分に京都府知事から水防活動に係る災害派遣要請を受けた第7普通科連隊と共に、京都市伏見区久我橋付近で堤防補強のための土嚢積み作業に当たった。朝7時05分に府知事からの撤収要請により活動を終了した[2]が、同日18時35分に再度要請を受け、再び水防活動を実施。23時30分に活動を終えた[3]。
- 2024年（令和06年）3月21日：部隊改編。

1. 第308特科直接支援中隊本部、第1直接支援小隊（中部方面特科連隊第1特科大隊を支援）を姫路駐屯地に新編。
2. 第308特科直接支援中隊第2直接支援小隊（中部方面特科連隊第2特科大隊を支援）を豊川駐屯地に配置。
3. 第308特科直接支援中隊第3直接支援小隊（中部方面特科連隊第3特科大隊を支援）を日本原駐屯地に配置。
4. 第301特科直接支援隊（松山駐屯地：中部方面特科隊を支援）を廃止改編し、第308特科直接支援中隊第4直接支援小隊（中部方面特科連隊第4特科大隊を支援）を松山駐屯地に新編。

## 部隊編成
特記ないものは桂駐屯地所在。
- 中部方面後方支援隊本部
- 中部方面後方支援隊本部付隊「中方後支-本」
- 第107全般支援大隊
  - 第107全般支援大隊本部
  - 第107全般支援大隊本部付隊「107全支-本」
  - 補給中隊「107全支-補」
  - 整備中隊「107全支-整」
    - 善通寺派遣隊（善通寺駐屯地）：第14旅団管内の中部方面隊直轄部隊を支援
    - 明野派遣隊（明野駐屯地）：明野駐屯地に所在する部隊等の車両の整備を実施[4]
    - 今津派遣隊（今津駐屯地）
- 第101補給大隊（コア部隊）
  - 第101補給大隊本部
  - 第101補給大隊本部付隊「101補-本」
  - 第1補給中隊「101補-1」
  - 第2補給中隊「101補-2」
- 第303弾薬中隊「303弾」（コア部隊：祝園分屯地）
- 第306普通科直接支援中隊「306普直支」（豊川駐屯地）：第49普通科連隊を支援
- 第307普通科直接支援中隊「307普直支」（海田市駐屯地）：第47普通科連隊を支援
- 第308特科直接支援中隊「308特直支」（姫路駐屯地）：中部方面特科連隊を支援
  - 中隊本部
  - 第1直接支援小隊：第1特科大隊を支援
  - 第2直接支援小隊（豊川駐屯地）：第2特科大隊を支援
  - 第3直接支援小隊（日本原駐屯地）：第3特科大隊を支援
  - 第4直接支援小隊（松山駐屯地）：第4特科大隊を支援
- 第302高射直接支援中隊「302高直支」（青野原駐屯地）：第8高射特科群を支援

- 第104施設直接支援大隊（大久保駐屯地：）第4施設団を支援
  - 第104施設直接支援大隊本部
  - 第104施設直接支援大隊本部付隊「104施直支-本」
  - 整備隊「104施直支-整」（大久保駐屯地）：第4施設団を支援
    - 和歌山派遣隊（和歌山駐屯地）：第304水際障害中隊を支援

  - 第1直接支援中隊「104施直支-1」（豊川駐屯地）：第6施設群を支援
    - 整備小隊
    - 鯖江派遣隊（鯖江駐屯地）：第372施設中隊を支援
    - 岐阜派遣隊（岐阜分屯地）：第402施設中隊を支援

  - 第2直接支援中隊「104施直支-2」（大久保駐屯地）：第7施設群を支援
    - 整備小隊
    - 富山派遣隊（富山駐屯地）：第382施設中隊を支援

  - 第1直接支援隊「104施直支-1支」（出雲駐屯地）：第304施設隊を支援
  - 第2直接支援隊「104施直支-2支」（三軒屋駐屯地）：第305施設隊を支援
- 第302通信直接支援隊「302通直支」（伊丹駐屯地）：中部方面システム通信群を支援
- 第103不発弾処理隊「103処」
- 中部方面輸送隊
  - 中部方面輸送隊本部
  - 中部方面輸送隊本部付隊「中方輸-本」
  - 第306輸送中隊「306輸」
  - 第305輸送隊「305輸隊」

## 主要幹部
| 官職名                               | 階級    | 氏名     | 補職発令日     | 前職                               |
| ------------------------------------ | ------- | -------- | -------------- | ---------------------------------- |
| 中部方面後方支援隊長 兼 桂駐屯地司令 | 1等陸佐 | 西田博昭 | 2025年03月17日 | 陸上自衛隊補給統制本部火器車両部長 |
| 副隊長                               | 1等陸佐 | 粟田博文 | 2023年08月01日 | 陸上自衛隊輸送学校教育部長         |

| 代 | 氏名     | 在職期間                        | 職種   | 出身校・期             | 前職                                    | 後職                                                  |
| -- | -------- | ------------------------------- | ------ | ---------------------- | --------------------------------------- | ----------------------------------------------------- |
| 01 | 藤井貞文 | 2004年03月29日 - 2005年07月27日 | 武器科 | 防大23期               | 陸上幕僚監部調査部調査課 調査運用室長   | 陸上自衛隊補給統制本部 火器車両部長                   |
| 02 | 岩城征昭 | 2005年07月28日 - 2007年07月02日 | 化学科 | 防大20期               | 中部方面総監部人事部長                  | 陸上自衛隊化学学校長 兼 大宮駐屯地司令 （陸将補昇任） |
| 03 | 藤枝茂樹 | 2007年07月03日 - 2009年03月31日 | 会計科 | 防大21期               | 陸上自衛隊北海道補給処副処長            | 陸上自衛隊会計監査隊長                                |
| 04 | 保坂收   | 2009年04月01日 - 2010年11月30日 | 輸送科 | 防大24期               | 陸上自衛隊補給統制本部 装備計画部長     | 陸上自衛隊輸送学校長                                  |
| 05 | 大森丈義 | 2010年12月01日 - 2012年08月27日 | 輸送科 | 防大28期               | 統合幕僚監部首席後方補給官付 後方補給官 | 第4師団副師団長 兼 福岡駐屯地司令 （陸将補昇任）      |
| 06 | 田原計   | 2012年08月28日 - 2013年12月17日 | 通信科 | 防大26期               | 東北方面総監部装備部長                  | 陸上自衛隊補給統制本部副本部長 （陸将補昇任）         |
| 07 | 飯田重喜 | 2013年12月18日 - 2015年12月17日 | 武器科 | 防大28期               | 装備施設本部武器課長                    | 陸上自衛隊北海道補給処副処長                          |
| 08 | 小田英明 | 2015年12月18日 - 2017年07月31日 | 施設科 | 防大31期               | 中部方面総監部総務部長                  | 陸上自衛隊施設学校副校長 兼 企画室長                  |
| 09 | 榑林寿弘 | 2017年08月01日 - 2020年08月24日 | 化学科 | 北海学園大学 平成3年卒 | 陸上自衛隊化学学校教育部長              | 北部方面総監部装備部長                                |
| 10 | 安井崇   | 2020年08月25日 - 2023年03月12日 | 会計科 | 防大37期               | 陸上幕僚監部監理部会計課長              | 自衛隊愛知地方協力本部長                              |
| 11 | 吉岡正孝 | 2023年03月13日 - 2025年03月16日 | 武器科 | 防大36期               | 陸上総隊司令部後方運用部長              | 陸上自衛隊東北補給処副処長                            |
| 12 | 西田博昭 | 2025年03月17日 -                | 武器科 | 防大37期               | 陸上自衛隊補給統制本部 火器車両部長     |                                                       |

## 主要装備
- 78式戦車回収車
- 重装輪回収車
- 重レッカ
- 3トン半水タンク車
- 3トン半燃料タンク車
- 野外支援車
- 73式特大型セミトレーラ
- 1/2tトラック / 73式小型トラック
- 1 1/2tトラック / 73式中型トラック
- 3 1/2tトラック / 73式大型トラック
- 7tトラック / 74式特大型トラック
- 野外炊具
- 89式5.56mm小銃
- 9mm拳銃
- 12.7mm重機関銃

## 廃止部隊
- 中部方面輸送隊第104輸送業務隊：2018年（平成30年）3月27日廃止。陸上自衛隊中央輸送隊第4方面分遣隊に改編。
- 第301特科直接支援隊（松山駐屯地）：2024年（令和06年）3月21日廃止し、第308特科直接支援中隊第4直接支援小隊（中部方面特科連隊第4特科大隊を支援）へ改編。